# هارييت موريسون إروين
هارييت موريسون إروين (بالإنجليزية: Harriet Abigail Morrison Irwin)‏ هي مهندسة معمارية أمريكية، ولدت في 1828 في مقاطعة مكلينبرغ في الولايات المتحدة، وتوفيت في 1897 في تشارلوت في الولايات المتحدة.

## وصلات خارجية
- هارييت موريسون إروين على موقع إن إن دي بي (الإنجليزية)